# Krajská nemocnice Středočeského kraje
Krajská nemocnice Středočeského kraje je příspěvková organizace zřízená Středočeským krajem za účelem poskytování ambulantní a lůžkové diagnostické, léčebné a preventivní péče. Byla založena 1. července 2009, jako hlavní činnost je určeno poskytování léčebně preventivní péče, doplňkovou činností různé služby spadající do oblasti živnostenského podnikání. Byla zřízena v souvislosti s odmítnutím ministerstva zdravotnictví zaregistrovat veřejné neziskové ústavní zdravotnické zařízení. Aktuálně již neprovozuje žádnou činnost.
Krajská nemocnice Středočeského kraje nikdy přímo neposkytovala zdravotnickou péči. Uzavřela ovládací smlouvy a smlouvy o poradenské činnosti s pěti akciovými společnostmi ve 100% vlastnictví Středočeského kraje, které na území kraje provozují nemocnice.
Krajská nemocnice Středočeského kraje opakovaně čelila rozhodnutím Úřadu pro ochranu hospodářské soutěže v souvislosti se zakázkou na vybudování jednotné komunikační infrastruktury. Je také kritizována představiteli Občanské demokratické strany, která je ve středočeském zastupitelstvu v opozici.
Na konci srpna 2011 oznámil hejtman Středočeského kraje David Rath, že Krajská nemocnice Středočeského kraje již neprovozuje žádnou činnost. Rejstříkový soud ji údajně odmítl zapsat do obchodního rejstříku (nebylo zveřejněno, z jakého důvodu) a ani odvolací soud toto rozhodnutí nezvrátil. Úloha této organizace přešla na Oblastní nemocnici Kladno.